# 이시가키시

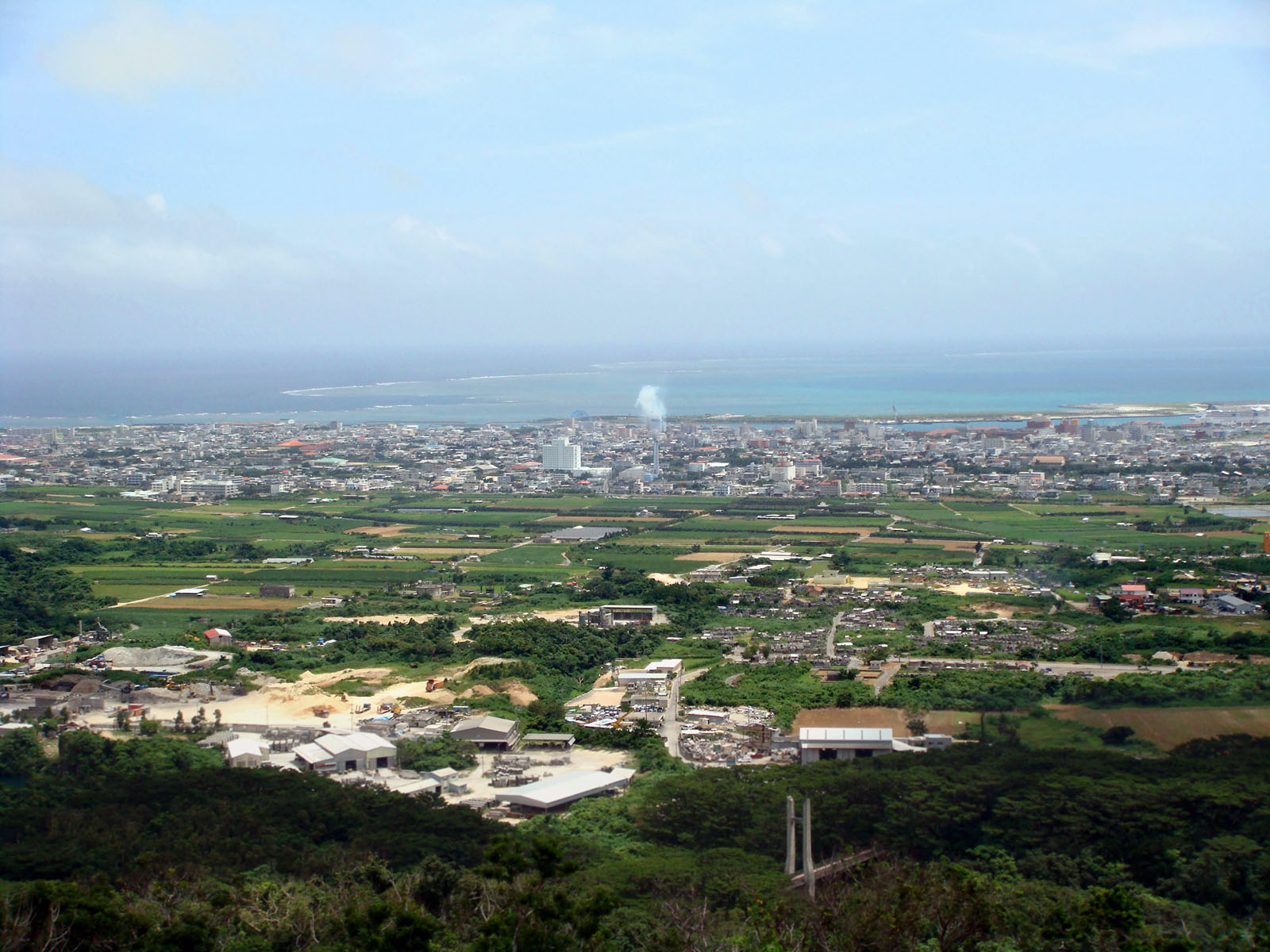
이시가키 시가지

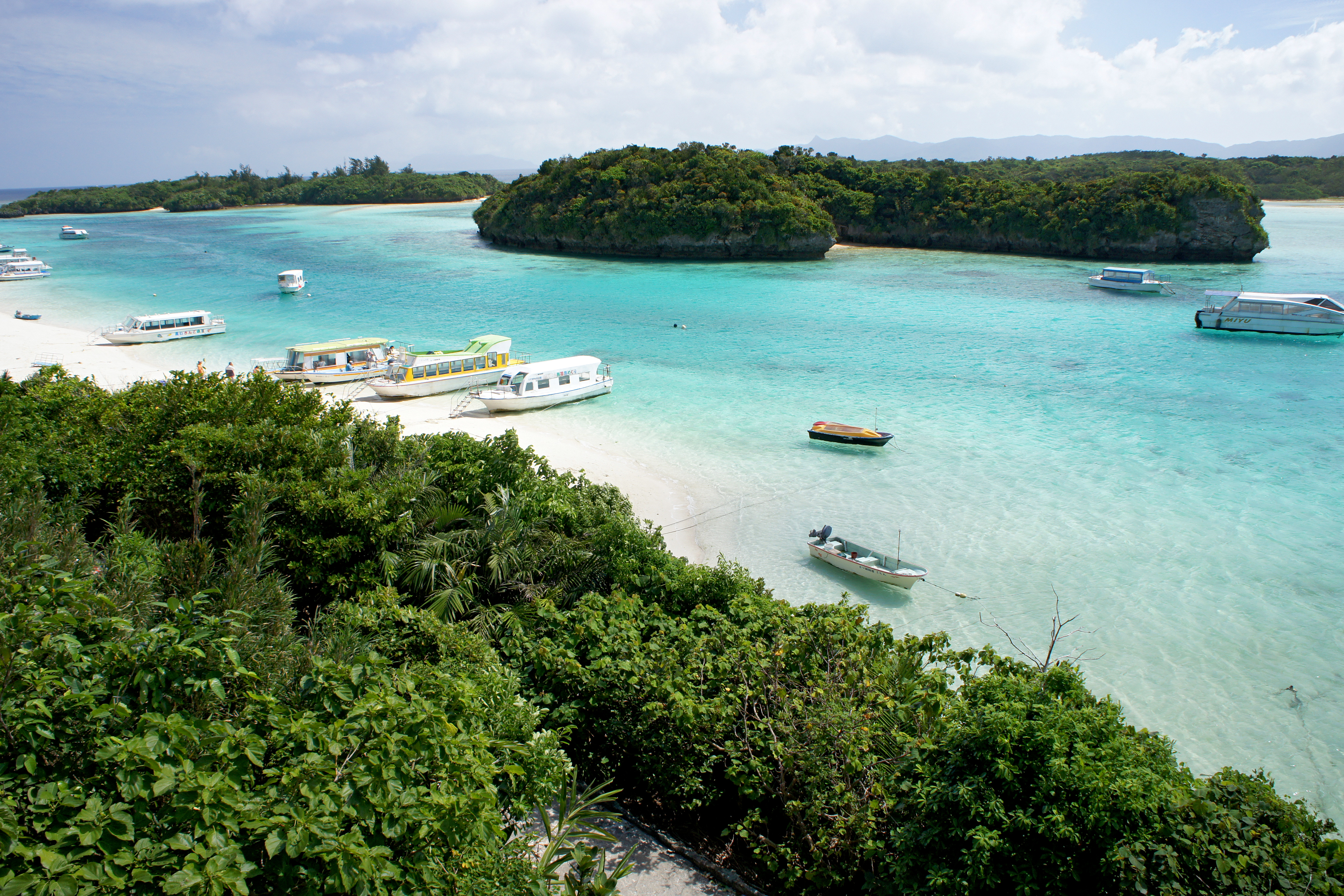
가비라만

이시가키시(일본어: 石垣市)는 일본 오키나와현 야에야마 제도의 정치, 경제, 산업, 교통 중심 도시이다. 옛 야에야마 지청의 소재지이며 수많은 섬으로 이루어진 인접한 자치체인 다케토미정의 정사무소도 있다.
최근에는 낙도 여행 붐, 다이빙 등 해양 레저를 목적으로 섬 외부에서 온 이주자가 증가해 인구가 늘어나고 있다. 또 일본 최남단·최서단에 위치한 시이기도 하다.

## 지리
오키나와현에서 이리오모테섬에 이어 3번째로 큰 이시가키섬과 센카쿠 열도로 이루어져 있다. 센카쿠 열도는 현재는 무인도이므로 실질적으로는 하나의 섬으로 이루어진 시이다. 이시가키섬 남부는 평지가 많아 인구가 집중한 반면에 북부는 산이 많다. 옛날에는 말라리아가 만연하는 지역이었기 때문에 취락 수는 적다. 류큐국 시대에 강제 이민을 한 역사도 있다. 오모토산(526m, 오키나와현 최고봉)을 중심으로 한 산괴는 조엽수림이 퍼져 있어 고유 동식물도 많다.

## 역사
- 1908년 4월 1일 - 도서정촌제 시행으로 야에야마촌이 성립하였다.
- 1914년 4월 1일 - 야에야마촌이 분할되어 이시가키섬 서부가 이시가키촌, 동부가 오하마촌이 되었다.
- 1926년 12월 1일 - 이시가키촌이 정으로 승격해 이시가키정이 되었다.
- 1947년 7월 10일 - 이시가키정이 시로 승격해 이시가키시가 되었다.
- 1947년 9월 1일 - 오하마촌이 정으로 승격해 오하마정이 되었다.
- 1952년 4월 28일 - 샌프란시스코 강화조약 발효에 의해 일본의 통치에서 분리되어 미국이 통치하는 류큐 정부 소속이 되었다.
- 1964년 6월 1일 - 오하마정이 이시가키시에 편입 합병되어 현재의 시역이 되었다.
- 1972년 5월 15일 - 오키나와 반환으로 시정권이 일본 정부로 이양되었다.

## 교통

### 공항
- 신이시가키 공항

### 도로
- 국도 390호선

### 항만
- 이시가키항

## 기후
| 이시가키시의 기후                                            | 이시가키시의 기후 | 이시가키시의 기후 | 이시가키시의 기후 | 이시가키시의 기후 | 이시가키시의 기후 | 이시가키시의 기후 | 이시가키시의 기후 | 이시가키시의 기후 | 이시가키시의 기후 | 이시가키시의 기후 | 이시가키시의 기후 | 이시가키시의 기후 | 이시가키시의 기후 |
| 월                                                           | 1월               | 2월               | 3월               | 4월               | 5월               | 6월               | 7월               | 8월               | 9월               | 10월              | 11월              | 12월              | 연간              |
| ------------------------------------------------------------ | ----------------- | ----------------- | ----------------- | ----------------- | ----------------- | ----------------- | ----------------- | ----------------- | ----------------- | ----------------- | ----------------- | ----------------- | ----------------- |
| 역대 최고 기온 °C (°F)                                       | 27.8 (82.0)       | 29.1 (84.4)       | 29.4 (84.9)       | 32.9 (91.2)       | 33.7 (92.7)       | 34.6 (94.3)       | 35.3 (95.5)       | 35.6 (96.1)       | 35.4 (95.7)       | 33.2 (91.8)       | 30.9 (87.6)       | 29.0 (84.2)       | 35.6 (96.1)       |
| 일평균 최고 기온 °C (°F)                                     | 21.5 (70.7)       | 22.0 (71.6)       | 23.7 (74.7)       | 26.0 (78.8)       | 28.7 (83.7)       | 30.9 (87.6)       | 32.2 (90.0)       | 32.0 (89.6)       | 31.0 (87.8)       | 28.8 (83.8)       | 26.2 (79.2)       | 23.0 (73.4)       | 27.2 (81.0)       |
| 일일 평균 기온 °C (°F)                                       | 18.9 (66.0)       | 19.4 (66.9)       | 20.9 (69.6)       | 23.4 (74.1)       | 25.9 (78.6)       | 28.4 (83.1)       | 29.6 (85.3)       | 29.4 (84.9)       | 28.2 (82.8)       | 26.0 (78.8)       | 23.6 (74.5)       | 20.5 (68.9)       | 24.5 (76.1)       |
| 일평균 최저 기온 °C (°F)                                     | 16.7 (62.1)       | 17.2 (63.0)       | 18.6 (65.5)       | 21.3 (70.3)       | 23.9 (75.0)       | 26.6 (79.9)       | 27.7 (81.9)       | 27.3 (81.1)       | 26.0 (78.8)       | 23.9 (75.0)       | 21.5 (70.7)       | 18.4 (65.1)       | 22.4 (72.3)       |
| 역대 최저 기온 °C (°F)                                       | 6.0 (42.8)        | 5.9 (42.6)        | 7.2 (45.0)        | 10.0 (50.0)       | 11.2 (52.2)       | 16.5 (61.7)       | 20.0 (68.0)       | 17.4 (63.3)       | 17.2 (63.0)       | 14.0 (57.2)       | 7.1 (44.8)        | 6.6 (43.9)        | 5.9 (42.6)        |
| 평균 강수량 mm (인치)                                        | 135.0 (5.31)      | 124.0 (4.88)      | 134.4 (5.29)      | 146.9 (5.78)      | 190.7 (7.51)      | 208.2 (8.20)      | 142.3 (5.60)      | 249.8 (9.83)      | 259.7 (10.22)     | 211.2 (8.31)      | 138.1 (5.44)      | 155.2 (6.11)      | 2,095.5 (82.50)   |
| 평균 강수일수 (≥ 0.5 mm)                                     | 14.9              | 11.7              | 11.7              | 10.3              | 11.1              | 10.0              | 10.4              | 13.3              | 13.1              | 12.3              | 12.8              | 14.8              | 146.3             |
| 평균 상대 습도 (%)                                           | 72                | 73                | 74                | 77                | 79                | 81                | 77                | 78                | 76                | 73                | 73                | 71                | 75                |
| 평균 월간 일조시간                                           | 84.7              | 91.3              | 118.1             | 130.3             | 164.3             | 212.9             | 261.0             | 232.9             | 189.9             | 157.6             | 115.3             | 89.3              | 1,852.5           |
| 출처: 일본 기상청 (평년값: 1991년~2020년, 극값: 1896년~현재) |                   |                   |                   |                   |                   |                   |                   |                   |                   |                   |                   |                   |                   |